# Máy đo phổ từ Alpha
Máy đo phổ từ Alpha (Alpha Magnetic Spectrometer-AMS) là một thiết bị nghiên cứu vật lý hạt được chế tạo và cho chạy thử nghiệm gắn trên trạm vũ trụ Quốc tế nhằm tìm kiếm các dạng vật chất khác thường thông qua các bức xạ từ vũ trụ, bao gồm vật chất lạ, vật chất tối, phản vật chất.